# Palotás
Palotás es un pueblo ubicado en el condado de Nógrád, Hungría.

## Superficie
Posee una superficie de 17,07 kilómetros cuadrados.

## Demografía
Hasta 2021 la población era de 1616 habitantes, con una densidad de población de 94,66 habitantes por kilómetro cuadrado.